# Јелена Галовић
Јелена Галовић (21. јуна 1984) српска је позоришна, телевизијска и филмска глумица.
Глуму је дипломирала на Академији уметности Универзитета у Новом Саду и хонорарна је чланица Позоришта младих.

## Филмографија
| Год.  | Назив                  | Улога            |
| ----- | ---------------------- | ---------------- |
| 2017. | Проклети пас           | Јована           |
| 2018. | Grande Punto           | Долица           |
| 2018. | Јутро ће променити све | Марта            |
| 2023. | Видеотека              | службеница поште |